# The Cohens and Kellys
The Cohens and Kellys is een Amerikaanse stomme komische Serial film uit 1926, geregisseerd door Harry A. Pollard. De film is de eerste van de Cohens and Kellys-filmreeks. De film staat vandaag de dag wellicht het meest bekend als onderwerp van de rechtszaak Nichols v. Universal Pictures Corp., een zaak over auteursrechtschending, waarin de rechter  bepaalde dat auteursrechtelijke bescherming zich niet uitstrekt tot de kenmerken van stock characters.

## Plot
Het verhaal van twee families, één Joodse en één Ierse, die zij aan zij leven in de armere buurten van New York in een staat van vijandigheid.

## Vervolgfilms
- The Cohens and the Kellys in Paris (1928)
- The Cohens and Kellys in Atlantic City (1929)
- The Cohens and the Kellys in Scotland (1930)
- The Cohens and the Kellys in Africa (1930)
- The Cohens and Kellys in Hollywood (1932)
- The Cohens and Kellys in Trouble (1933)